# Березовка (Белебеївський район)
Бере́зовка (рос. Берёзовка, башк. Березовка) — присілок у складі Белебеївського району Башкортостану, Росія. Входить до складу Знаменської сільської ради.
Населення — 4 особи (2010; 18 в 2002).
Національний склад:
- росіяни — 72 %